# Håkon Øverby
Håkon Øverby (* 5. Dezember 1941 in Oslo; † 10. November 2021 in Nordre Follo) war ein norwegischer Ringer.

## Biografie
Håkon Øverby war für den Sportsklubben av 1909 in Oslo aktiv. Bei den Olympischen Sommerspielen 1968 in Mexiko-Stadt trat er im griechisch-römischen Ringen in der Klasse bis 87 kg an und belegte den siebten Platz. Bei den Europameisterschaften 1968 und bei den Weltmeisterschaften 1969 wurde er jeweils Fünfter. Auch 1972 erreichte Øverby bei den Olympischen Spielen von München im griechisch-römischen Ringen in der Klasse bis 90 kg den fünften Platz.
Auf nationaler Ebene gewann Øverby 11 Meistertitel.
Er starb am 10. November 2021 in der Stadt Ski in der Kommune Nordre Follo.